# Léon Uhl
Œuvres principales
- - Odyl (1927)
  - La Térésina
  - La Dernière Valse
  - Le Sommeil de Racine

Léon Eugène Uhl, né à Paris le 19 mai 1889, où il est mort le 4 août 1936, est un poète, dramaturge et librettiste français d'opéra.

## Biographie
D'origine alsacienne et bretonne, Léon Uhl est diplômé en 1909 de l'École nationale supérieure d'agronomie de Grignon.
Il fut secrétaire de l'Odéon puis de la Comédie Montaigne-Gémier.

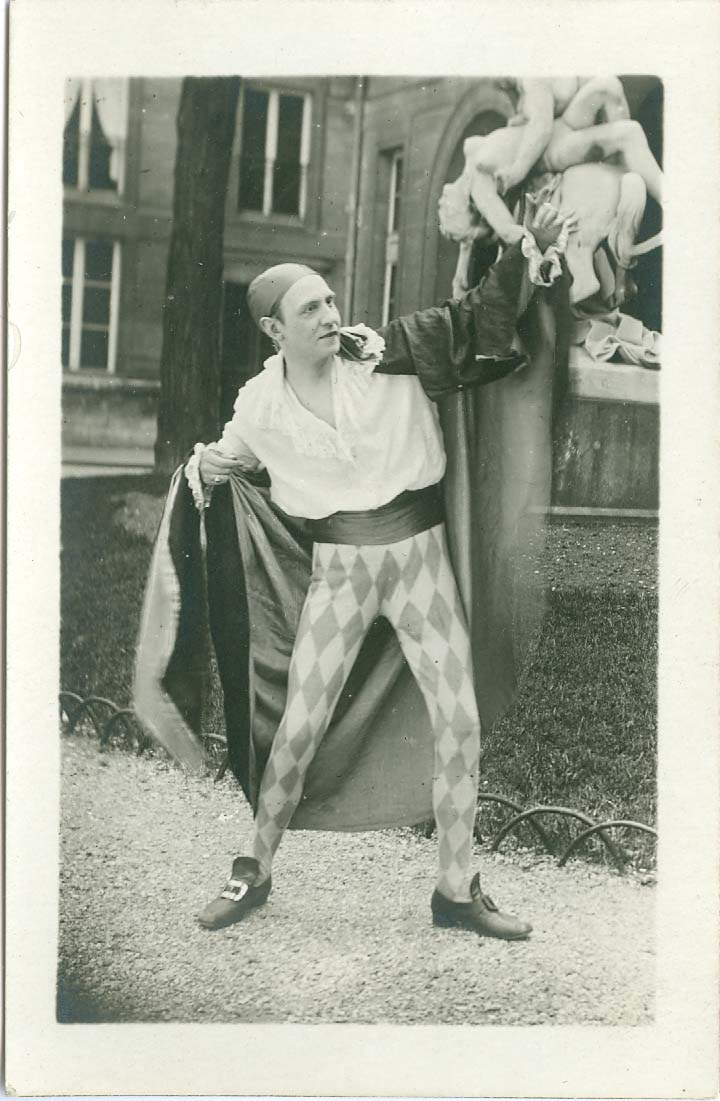
Léon Uhl: Photo sous forme de carte postale du poète en Arlequin.

## Œuvres

### Opérettes
- La Dernière valse (5 mai 1926), opérette en 3 actes, adaptation française de Der letzte Walzer sur une musique de Oscar Straus.
- La Teresina (04/05/1927)
- La Rose de Stamboul (26/01/1928)
- Une seule nuit (09/03/1929)
- La Belle inconnue (01/01/1930)
- Mariage à Hollywood (02/03/1932), opérette en 4 tableaux, adaptation française de " Hochzeit in Hollywood " sur une musique de Oscar Straus.
- Lady Poum (23/02/1935)
- Dante avec la collaboration de Jean Sardou au Grand Théâtre de Bordeaux.
- Jeanne de France, mystère lyrique en 4 actes et 8 tableaux, poème de Léon Uhl, musique de Jean Nouguès (compositeur d'opéras né à Bordeaux en 1875), Orléans, 5-8 mai 1929, Gaîté Lyrique, 10 mai 1931

#### Éditions
- La Dernière Valse, opérette en 3 actes, livret de Léon Uhl et Jean Marietti, musique de Oscar Straus, M. Eschig, 1950
- La Prière sur le tombeau, préface de Léon Frapié, Chanth, 1937
- Un théâtre national en France. Paul Fort et les chroniques de France, Mercure de France, 15 septembre 1927
- La Teresina, opérette en trois actes, musique de Oscar Straus, M. Eschig, 1927

### Théâtre
- Alceste au désert
- Le Mouchoir
- La Miniature
- Amoureuses
- L'Œillet rouge

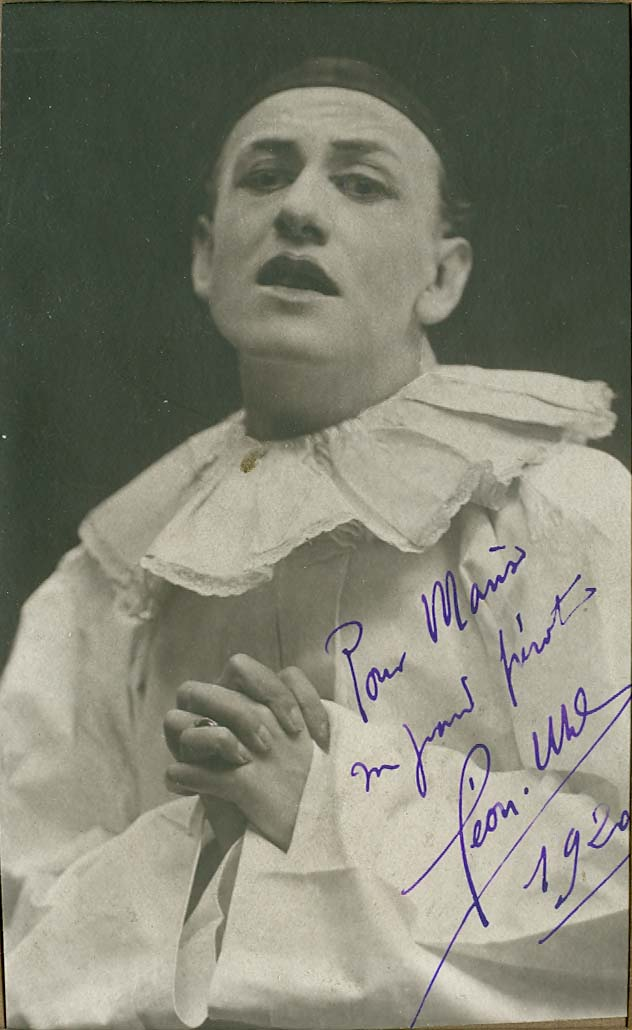
Léon Uhl: Photo dédicacée du poète à sa sœur

- Le Sommeil de Racine, pièce en un acte et en vers, Revue française, 8 février 1925 ; Paris, Odéon, 22 décembre 1924
- La Parade de Tabarin
- Le Nid dans l'orage
- La Première Nuit de Don Juan
- Arlequin, rival de Don Juan, pièce en un acte, Théâtre Athéna, 22 avril 1931

### Poésie
- Odyl, avec une présentation de Paul Fort, Eugène Figuière, 1927

### Sources et bibliographie
- Alphonse Marius Gossez, Les Poètes du XXe siècle, Eugène Figuière, 1929, p. 253